# Västerlanda socken
Västerlanda socken i Bohuslän ingick i Inlands Torpe härad, ingår sedan 1971 i Lilla Edets kommun och motsvarar från 2016 Västerlanda distrikt.
Socknens areal är 71,06 kvadratkilometer varav 66,58 land. År 2000 fanns här 1 467 invånare. Thorskogs slott, den sydvästra delen av tätorten Lilla Edet samt kyrkbyn Kyrkeby med sockenkyrkan Västerlanda kyrka ligger i socknen.   

## Administrativ historik
Västerlanda socken har medeltida ursprung. Kyrkan är från 1200-talet och tillhörde fram till Roskildefreden, 1658, Oslo stift. 
Vid kommunreformen 1862 övergick socknens ansvar för de kyrkliga frågorna till Västerlanda församling och för de borgerliga frågorna bildades Västerlanda landskommun. Landskommunen inkorporerades 1952 i Inlands Torpe landskommun som 1971 uppgick i Lilla Edets kommun.
1 januari 2016 inrättades distriktet Västerlanda, med samma omfattning som församlingen hade 1999/2000.
Socknen har tillhört län, fögderier, tingslag och domsagor enligt vad som beskrivs i artikeln Inlands Torpe härad. De indelta soldaterna tillhörde Bohusläns regemente, Fräkne kompani och de indelta båtsmännen tillhörde 2:a Bohusläns båtsmanskompani.

## Geografi och natur
Västerlanda socken ligger sydväst om Trollhättan med Göta älv i öster. Socknen har odlingsbygd vid älven och är i övrigt en bergs- och skogs-bygd.
Svartedalens naturreservat ingår i EU-nätverket Natura 2000 och delas med Spekeröds och Ucklums socknar i Stenungsunds kommun och Romelanda socken i Kungälvs kommun. Socknen är rik på insjöar. De största är Rödvatten som delas med Ucklums socken i Stenungsunds kommun samt Torrgårdsvatten, Stendammen och Västersjön
Sätesgårdar var Thorskogs herrgård och Röstorps säteri.
Vid Inlands Torpe härads tingsställe Holmen fanns förr ett gästgiveri.

## Fornlämningar
Cirka 15 boplatser och en hällkista från stenåldern har påträffats. Från bronsåldern finns gravrösen och skålgropsförekomster. Från järnåldern finns ett gravfält och en fornborg.

## Befolkningsutveckling
Befolkningen ökade från 915 1810 till 2 194 1860 varefter den minskade till 1 040 1970 då den var som lägst under 1900-talet. Därefter vände folkmängden uppåt igen till 1 435 1990.

## Namnet
Namnet skrevs 1354 Vistalanda och kommer från kyrkbyn. Efterleden innehåller plural av land. Förleden innehåller ett äldre namn på Västerlandaån, Vista vilket ofta menar krokiga och buktande vattendrag.